# Drenterwolde
Drenterwold(e) of kortweg Wold, ook wel Trenterwold(e), Asterwalda, of Oosterwolde genoemd, is de middeleeuwse benaming voor een gebied ten oosten van de Nederlandse stad Groningen. Samen met Go vormde Drenterwolde later het Gorecht.

## Omvang
Drenterwolde omvatte de moerassige veengebieden ten oosten van de Hunze die in de tweede helft van de 10e eeuw in cultuur werden gebracht vanuit de gebieden ten westen van de Hunze. Grofweg omvatte het de voormalige gemeente Noorddijk (behalve het Gerecht van Selwerd) en het westelijke deel van de voormalige gemeente Hoogezand-Sappemeer. In dit gebied ontstonden de dorpen Engelbert, Middelbert, Noorddijk en Westerbroek. De precieze omvang van het gebied is echter onzeker. Waterhuizen behoorde ook tot het gebied. Van den Broek geeft aan dat mogelijk ooit ook Kropswolde en Wolfsbarge tot het gebied hebben behoord. Deze veenontginningsdorpen ontstonden echter later dan de vier eerder genoemde dorpen. Een tekst van abt Menco in de kroniek van Bloemhof in 1259 heeft daarbij ook voor onduidelijkheid gezorgd. Hij spreekt over ofwel 4 parochies of 4 parochianen uit mogelijk minder dan 4 parochies. Zijn tekst luidt 'quartor parochianis de Asterwalda et de Haren et de Lare presentibus' ("in aanwezigheid van 4 parochianen uit Oosterwolde, en uit Haren en uit Laren"). Een oorkonde uit 1249 spreekt eveneens over 'quatuor parochianis de Asterwalda
et de Haren et de Lare'. Het is tevens onzeker of Engelbert, Middelbert en Westerbroek in de 13e eeuw al parochies vormden. Volgens Gosses zouden alleen Haren en Noordlaren in de 13e eeuw een parochie hebben gevormd en zouden mogelijk Peize en Eelde de beide andere parochies kunnen zijn. Tegenwoordig wordt echter gedacht dat de dorpen Engelbert, Middelbert, Noorddijk en Westerbroek de kern van het gebied vormden.

## Geschiedenis
De Vries stelt dat de inwoners mogelijk (grotendeels) van Friese afkomst waren (Fivelgo), daar veel plaatsnamen in het gebied van Friese herkomst lijken te zijn. In de middeleeuwen wijzen ook een aantal oorkonden daarop.
In de 13e eeuw vormde het gebied inzet van de strijd over het eigendom ervan. In 1231 sloot het gebied zich aan bij Fivelgo in haar strijd met Hunsingo. Mogelijk werd kort voor 1242 de Gronenburg gebouwd als dwangburcht van de prefect van Groningen tegen de inwoners van Drenterwolde. In 1259 vielen troepen van bisschop Hendrik van Vianden samen met Drentse troepen Drenterwolde binnen om het gebied weer onder bisschoppelijke controle te brengen. De Drenterwolders riepen echter de Fivelgoërs te hulp en samen verdreven ze de troepen uit Drenterwolde. Begin 14e eeuw nam de invloed van de stad Groningen toe in het gebied. In 1309 sloot prefect Ludolf van Gronebeke een overeenkomst met Fivelgo en de rechters van Drenthe om een einde te maken aan onder meer de ruzie tussen de Drenterwolders en inwoners van Annen over de loop van de Hunze. In 1322 werd een overeenkomst gesloten tussen Hunsingo, Fivelgo en Groningen over het leggen van een sluis in de Hunze, waarbij de prefect van Groningen duidelijk maakte dat deze het bestuur over Drenterwolde bezat.
In de loop der tijd klonk de grond in Drenterwolde steeds verder in als gevolg van turfwinning en oxidatie. Op den duur was de grond zover ingeklonken dat er niet meer op de Hunze kon worden afgewaterd. Bij zeer hoge waterstanden werd het overtollige water via Fivelgo geloosd. Regelmatig echter stroomden de landerijen toch onder water en bij tijden kwam het water uit Drenterwolde in de lagere delen van Duurswold terecht. In 1370 werd door de zijlrechters van de Drie Delfzijlen verklaard dat de inwoners van Engelbert en Middelbert af mochten wateren via de Borg(sloot). Daarmee raakten dit deel van Drenterwolde betrokken bij de Acht Zijlvesten. In 1385 ontstonden vijandelijkheden tussen Go en Drenterwolde (Wold) nadat inwoners van Go en enkele dorpen in Drenthe op eigen initiatief de dijk van Drenterwolde hadden doorgestoken om hun water kwijt te kunnen. De Drenterwoldenaren zochten daarop steun bij burgemeester van Groningen Reinold Huginge, die 5 jaar eerder had beloofd om de Acht Zijlvesten te beschermen. Groningen sloot in 1392 een overeenkomst met de bisschop van Utrecht, waarbij de stad onder andere Drenterwolde en Go pachtte voor 100 jaar, met recht op verlenging voor nog eens 100 jaar. Daarmee werd de stad Groningen voortaan de nieuwe heerser over het gebied. In 1405 was de stad echter gedwongen om de rechten weer over te dragen aan bisschop Frederik van Blankenheim. In 1460 zat een van zijn opvolgers echter in geldnood en verpachtte het gebied opnieuw aan de stad. In de loop der tijd werden Go en Wold onderdeel van het Gorecht. Met de inwerkingtreding van deze naam rond de 16e eeuw verdwenen ook de namen Go en (Drenter)Wold(e).